# Жалилов, Чубак ажы Тажибаевич
Чубак ажы Тажибаевич Жалилов (21 января 1975 — 11 июля 2020) — кыргызский религиозный исламский деятель.

## Биография
Родился 21 января 1975 года в селе Мундуз, входящем в Базар-Коргонский район Джалал-Абадской области в селе Бай-Мундуз. Его отец Жалилов Тажибай был учителем математики, а мать учителем английского языка. В семье второй из шестерых детей.
Выпускник расположенного в Киргизии Исламского университета имени Хазрети Умара (1992—1996 гг). Одновременно с учёбой в 1995—1998 годах преподавал арабский язык в Киргизском национальном университете в факультете Востоковедения. В 2000—2002 гг учился в институте арабского языка при международном университете «Умм аль-Кура» в Мекке, Саудовская Аравия. В 2002—2006 гг в этом же университете получил образование по направлению фикх .
В 2005—2007 годах занимал должность эксперта по Средней Азии во Всемирной исламской лиге. С 2008 по 2010 году возглавлял отдел фетв Духовного управления мусульман Кыргызстана и преподавал в Исламском университете. В июле 2010 года по 2012 год был избран главой (Великим муфтием) Духовного управления мусульман Кыргызстана.
Незадолго до этого, в апреле, в Киргизии произошла революция. В период между революцией и избранием Чубака Жалилова сменилось четыре муфтия. Одной из причиной избрания Жалилова могло являться то, что он не принадлежал ни к одной из сложившихся внутри муфтията групп и таким образом стал «компромиссной фигурой».
С 2013 года член Совета Аалимов Кыргызстана и преподаватель в Исламском Университете. В 2017 году стал членом Всемирной лиги ученных Ахли Сунны. Имеет ряд разрешительных документов быть ученым или преподавать по наукам таких как: Фикх (источник исламского права), по грамматике арабского языка, по тафсиру (исламская наука толкования и комментирования аятов Корана), терминологии хадисов (изречения, одобрения, образ или действие пророка Мухаммада) и по хадисоведению.
В период его руководства ДУМ Киргизии были проведены значительные реформы. Так, были проведены мероприятия по повышению квалификации имамов, частично обновлён их состав. Кроме того, был усилен контроль над проводимыми в мечетях проповедями, одобренные ДУМом проповеди стали публиковаться в журнале «Ак Башак» («Светлый колос»). ДУМу было переданы полномочия на проведение хаджа в Мекку, ранее организацией паломничества занималась Госкомиссия по делам религий. Первый проведённый ДУМом хадж, который прошёл в 2011 году, посол Киргизии в Саудовской Аравии Жусупжан Шарипов оценил так: «По сравнению с предыдущими годами паломничество в 2011 году прошло на высоком уровне. Вы сами знаете, те уже в самом начале начинались со скандалов, сопровождались скандалами, и эти скандалы продолжались в течение года до следующего хаджа».
Поддержал начатую в Киргизии в 2011 году борьбу с игорными заведениями. Также Жалилов занимался укреплением сотрудничества с муфтиятами других стран, ему удалось увеличить квоты для киргизов на хадж, а также получить квоты на обучение в исламских вузах России.
Чубак Жалилов провёл подготовку к реформе устава муфтията. Был подготовлен ряд проектов. Окончательный проект нового устава должен был утвердить Курултай мусульман Кыргызстана, который планировалось провести весной 2011 года. Впрочем, провести Курултай не удалось, впоследствии это стало одним из основных пунктов критики Жалилова со стороны его оппонентов.
В июле 2012 года подал прошение об отставке, по причине ухудшения состояние здоровья.
Был госпитализирован 10 июля 2020 года в тяжелом состоянии. 11 июля в 2:50 скончался несмотря на принятые врачами меры. По предварительным данным, у бывшего главы ДУМК была внебольничная пневмония.

### Личная жизнь
Женат, отец трех сыновей и трёх дочерей. Свободно владел родным языком киргизским, а также арабским и русским языками.
В декабре 2017 года Чубак Жалилов заявил, что женился второй раз. Это заявление вызвало большой общественный резонанс, поскольку в Кыргызстане двоежёнство преследуется по закону (статья 153 УК Кыргызской Республики), а на момент заявления Жалилов уже состоял в браке. По словам Чубака Жалилова, со второй женой он сочетался проведя никах.

## Награды
- Почётная грамота Правительства Кыргызской Республики (29 февраля 2012 года) — за успешную организацию проведения «Хаджа-2011 года»[6]